# Letca Nouă
Letca Nouă est une commune du județ de Giurgiu en Roumanie.